# Airtox-Carl Ras
Das Team Airtox-Carl Ras ist ein dänisches Radsportteam mit Sitz in Holbæk.

## Organisation und Geschichte
Das Team Airtox-Carl Ras wurde zur Saison 2021 gegründet, um als zusätzliches UCI Continental Team den heimischen Nachwuchs in Dänemark zu fördern. Neben Teamchef Henrik Egholm sind die ehemaligen Radrennfahrer Mads Pedersen und Brian Holm Miteigentümer des Teams. Titelsponsoren sind der Baumarkt Carls Ras und der Hersteller von Sicherheitsschuhen Airtox, der zur Saison 2024 das in Holbæk ansässige Restaurant Suri als zweiter Titelsponsor abgelöst hat.
Bisher erfolgreichster Fahrer des Teams mit zehn Siegen in den Jahren 2022 und 2023 ist Rasmus Bøgh Wallin, der zur Saison 2024 einen Profivertrag beim UCI ProTeam Uno-X Mobility erhielt.

## Saison 2025
Mannschaft
| Teamkader 2025                         | Teamkader 2025    | Teamkader 2025      | Teamkader 2025                             |
| Name                                   | Geburtsdatum      | Land                | Vorheriges Team                            |
| -------------------------------------- | ----------------- | ------------------- | ------------------------------------------ |
| Hugo Rishøj                            | 14. Mai 2006      | Königreich Dänemark | Tscherning Cycling Academy (2024)          |
| Sebastian Brandt Christiansen          | 7. Dezember 2006  | Königreich Dänemark | Team Uno-X-Carl Ras Roskilde Junior (2024) |
| Alfred Kongstad                        | 9. November 2005  | Königreich Dänemark | CO:PLAY-Giant Store (2024)                 |
| Lucas Toftemark                        | 10. Juli 2004     | Königreich Dänemark | CO:PLAY-Giant Store (2024)                 |
| Matias Malmberg                        | 31. August 2000   | Dänemark            | Maloja Pushbikers (2024)                   |
| Nikolaj Mengel                         | 9. März 2002      | Dänemark            | ColoQuick (2024)                           |
| Mathias Larsen                         | 2. Mai 1999       | Dänemark            | Kometa-Xstra (2020)                        |
| Stian Rosenlund Richter                | 4. April 2002     | Dänemark            | BHS-PL Beton Bornholm (2022)               |
| Frederik Bjørn Sørensen                | 18. Mai 2003      | Dänemark            | ColoQuick (2023)                           |
| Mads Andersen                          | 27. November 2000 | Dänemark            | ColoQuick (2023)                           |
| Oliver Søndergaard                     | 19. Juni 2003     | Dänemark            | ColoQuick (2023)                           |
| Magnus Bak Klaris                      | 23. Januar 1996   | Dänemark            | CO:PLAY-Giant (2021)                       |
| Alexander Arnt Hansen                  | 13. Mai 2003      | Dänemark            | Team NPV-Carl Ras Roskilde Junior (2021)   |
| Jakob Egholm                           | 27. April 1998    | Dänemark            | Trek-Segafredo (2022)                      |
| Emil Nymand Nielsen (1. Mär.–31. Dez.) | 13. April 2006    | Königreich Dänemark | Holte MTB Klub (2024)                      |
|                                        |                   |                     |                                            |
| Quelle: ProCyclingStats                |                   |                     |                                            |

Erfolge
| Siege   | Siege                            | Siege        | Siege  | Siege                 | Siege |
| Datum   | Rennen                           | Staat        | Klasse | Sieger                |       |
| ------- | -------------------------------- | ------------ | ------ | --------------------- | ----- |
| 2. Mär. | South Aegean Tour, Gesamtwertung | Griechenland | 2.2    | Alexander Arnt Hansen |       |

## Erfolge pro Saison
| Rennserie                 | 2021 | 2022 | 2023 | 2024 |
| ------------------------- | ---- | ---- | ---- | ---- |
| UCI ProSeries             | -    | -    | -    | -    |
| UCI Continental Circuits  | 1    | 5    | 12   | 6    |
| nationale Meisterschaften | -    | -    | -    | 1    |

## Platzierungen in der UCI-Weltrangliste
| World Ranking | World Ranking | World Ranking              | World Ranking |
| Jahr          | Teamwertung   | Einzelwertung              |               |
| ------------- | ------------- | -------------------------- | ------------- |
| 2021          | 146.          | Mathias Larsen (959. )     |               |
| 2022          | 92.           | Rasmus Bøgh Wallin (436. ) |               |
| 2023          | 47.           | Rasmus Bøgh Wallin (263. ) |               |
| 2024          | 65.           | Daniel Stampe (624. )      |               |
|               |               |                            |               |
| Quelle: UCI   |               |                            |               |